# Filstalwelle
Die Filstalwelle (in heutiger Eigenschreibweise filstalwelle) ist ein ehemaliger privater Radiosender in Baden-Württemberg und heute ein regionaler Fernsehsender für den Landkreis Göppingen.
Die Filstalwelle wurde 1986 als einer der ersten privaten Hörfunksender in Baden-Württemberg von dem Krankenhausfunker Günther F. Lang und dem Unternehmer Christoph Weirich gegründet.

## Geschichte
Am 9. April 1988 ging das Programm unter dem Namen Radio FW1 – Filstalwelle 1 auf den UKW-Frequenzen 103,0 MHz für Göppingen und 107,9 MHz für Geislingen mit einer Sendeleistung von jeweils 0,1 kW auf Sendung. Die Göppinger Frequenz musste jedoch in den ersten Jahren von 11 bis 14 Uhr dem Bürgerradio Göppingen überlassen werden.
Ab 1994 nannte sich der Sender nur noch Filstalwelle, die Frequenz 107,9 MHz wurde durch die 105,4 MHz aus Oberböhringen ersetzt, die 103,0 MHz zum Deutschen Haus am Boßler verlegt und die Sendeleistung beider Frequenzen auf 1 kW erhöht. Dadurch war der Sender nun auch in weiten Teilen der benachbarten Landkreise Esslingen, Heidenheim, Alb-Donau und Ostalb zu empfangen. Das Programm der Filstalwelle war – im Vergleich zu den heutigen Formatradios – sehr breit gefächert und sprach eine breite Zielgruppe an, dazu kam eine umfangreiche lokale Berichterstattung. Es wurde rund um die Uhr live gesendet.
Im Jahr 1997 begann eine Kooperation mit dem Stuttgarter Radiosender Antenne 1, die das Aus für die Filstalwelle bedeutete. Der Name wurde in Antenne Filstal geändert und täglich nur noch ein paar Stunden des Programms in Göppingen produziert. Der Großteil des Programms wurde von Antenne 1 übernommen, dabei suggerierte man mit separaten Jingles auf den beiden Frequenzen einen lokalen Bezug.
Durch eine Entscheidung der Landesanstalt für Kommunikation wurde das Sendegebiet nicht erneut ausgeschrieben und Antenne Filstal musste zum Jahresende 2002 den Betrieb einstellen. Die Frequenz 105,4 MHz wurde Antenne 1 zugeschlagen, auf 103,0 MHz sendet heute Klassik Radio.
Von 2014 bis 2017 sendete die Filstalwelle montags bis freitags von 16 bis 18 Uhr unter dem Namen Filstalwelle Feierabend ein Programmfenster auf Radio fips. Es wurde ein Musikprogramm im Hörfunkformat Hot-AC, Veranstaltungstipps sowie Welt- und Regionalnachrichten, Verkehrsservice und Wetter gesendet. Dies war die einzige Sendung auf Radio fips, in der Werbung ausgestrahlt wurde. Anfang des Jahres 2017 wurde der Filstalwelle Feierabend wieder eingestellt.

## Fernsehsender

Altes Logo (2008–2015)

Im Jahr 2008 kehrte die Filstalwelle als TV-Sender zurück. Der Sendestart war am 8. August 2008. Das Programm wird im Landkreis Göppingen über das digitale Kabelnetz von Kabel BW und zeitgleich als Stream auf der Homepage verbreitet. Die Geschäftsführung besteht aus ehemaligen Mitarbeitern des Radiosenders. Seit 2009 ist die Filstalwelle auch eigenständiger Anbieter von TV-Nachrichten für nationale Sender unter der Eigenmarke BWnews.

### Programm
Schwerpunkt des Programms sind Nachrichten und andere Berichte aus dem Landkreis Göppingen. Die Beiträge werden abends meist halbstündlich wiederholt. In der restlichen Zeit werden unter anderem Teleshopping-Angebote verbreitet. Im Nachtprogramm wird die Endlosschleife eines Aquariums gezeigt. In den tagesaktuell erstellten Nachrichtenbeiträgen geht es um politische, gesellschaftliche und serviceorientierte Berichte, die stets einen Bezug zum Landkreis Göppingen haben. Zudem wird nach jedem Heimspiel des Handballbundesligisten Frisch Auf Göppingen eine Spielzusammenfassung in der Sportsendung SportiF (Sport im Filstal) ausgestrahlt.

#### Aktive Sendungen

##### SportiF-Sport im Filstal
Die Sendung behandelt jeden Montag das Sportgeschehen im Landkreis Göppingen. Neben Handball und Fußball werden auch andere Sportarten aus dem Filstal thematisiert. Diese begleitet die Redaktion rund um den Moderator Holger Laser wöchentlich.

##### FRISCH AUF! den Punkt – Das Handballmagazin
Das Magazin berichtet von Trainingseinheiten und PR-Terminen des Handball-Bundesligisten Frisch Auf! Göppingen. Zudem beinhaltet jede Sendung ein Gespräch mit Gästen aus dem Umfeld des Vereins. Das Format wird jeden letzten Mittwoch im Monat um 18:30 Uhr ausgestrahlt (danach in der stündlichen Wiederholung).

##### Talk im Wasserwerk
Die Talkshow  ist ein Gemeinschaftsprojekt der NWZ und der Filstalwelle. Die Auswahl der Gäste für die Talksendung orientiert sich an politischen oder gesellschaftlichen Ereignissen. Darunter Politiker, Künstler, Sportler oder Vertreter von Interessengruppen. Die beiden Moderatoren NWZ-Redaktionsleiter Helge Thiele und sein Stellvertreter Joa Schmid präsentieren in regelmäßigen Abständen im alten Wasserwerk in Göppingen Personen aus dem Filstal und darüber hinaus.

##### Stadtleben – attraktiv, lebendig, farbenfroh
In der Sendung gibt Moderatorin Janine Blessing einen Einblick in die Attraktionen, welche man im Landkreis Göppingen erleben kann. Ausgestrahlt wird das Magazin am ersten und am dritten Donnerstag im Monat.

##### Blubb im Kopf
In der Rateshow erklären Kinder zwischen 8 und 10 Jahren Begriffe, ohne diese auszusprechen. Ausgestrahlt wird das Magazin jeden zweiten Donnerstag im Monat.

##### INSIDE Göppingen – Hinter den Kulissen der Stadt
Vom Standesamt, über das Bürgerbüro bis hin zur Telefonanlage der Stadt. Das Reportageformat zeigt einmal im Quartal Einblicke rund um die Stadt Göppingen, ihre Mitarbeiter und die Prozesse die alles am Laufen halten.

##### Modehelden
In der Fashion-Doku-Soap werden 4 Kandidatinnen oder Kandidaten zusammen mit Shoppingbegleiter Chris Fleischhauer auf Einkaufstour geschickt, um sich nach einem vorher festgelegtem Motto neu einzukleiden. Im Staffelfinale wird durch eine Jury der Sieger mit dem besten Outfit gekürt. Ausgestrahlt wird die Sendung im Rahmen einer Staffel jeden Freitag.

##### Wintertraum
Die Weihnachtssendung der Filstalwelle beinhaltet Programmpunkte wie Spiel, Gesang und Kochtipps. Ausgestrahlt wird die Sendung immer kurz vor Weihnachten.

##### Sondersendungen
Unter Sondersendungen werden Events wie der Göppinger Maientag, der ServicePreis, oder die Musikevents Stauferkrone und Schlagerkuchen übertragen.

#### Ehemalige Sendungen

##### Guten Morgen Filstal
Am 6. Februar 2012 wurde zum ersten Mal die live Morningshow Guten Morgen Filstal ausgestrahlt. Die vorerst letzte Ausgabe lief am 27. Juli 2012. In wechselnder Besetzung präsentierten jeweils zwei Moderatoren die Sendung aus einem Radiostudio. Dabei wurde der Charakter einer Radioshow beibehalten. Ein Großteil der Sendung bestand daher aus Musik. Währenddessen konnten die Zuschauer die Moderatoren die ganze Zeit bei ihrer Arbeit beobachten. In den Moderationen wurden lokale Themen behandelt, die meistens der Tageszeitung entnommen wurden. Die Zuschauer konnten ihre Meinung zu diesen Themen via E-Mail und Telefon mit in die Sendung einbringen. Meistens wurde die Sendung von Steffen Schenk, Timo Czerwonka oder Roger Kortus als Hauptmoderator geleitet. Auf der anderen Seite des Tisches wechselten die Moderatoren meistens wöchentlich. Insgesamt wurden bisher 120 Sendungen ausgestrahlt. Gesendet wurde von 6 bis 8 Uhr.

##### Unser Landkreis
In der Sendung Unser Landkreis werden in einem ca. 20 Minuten langen Porträt verschiedene Städte und Gemeinden vorgestellt. Dabei wird ein besonderer Fokus auf die Historie des Ortes und besondere Örtlichkeiten gelegt. Meist werden hierbei der Bürgermeister und andere lokal bekannte Personen interviewt. Die erste Folge lief am 30. Juli 2012. Moderiert wird die Sendung von Susan Zeller.

##### Tierisch
Im Format wurden die animalischen Institutionen des Landkreises Göppingen Besucht und die Mitarbeiter bei der Arbeit begleitet.

##### Wohnfühlen
Die Sendung „Wohnfühlen – Leben im Filstal“ befasst sich mit Themen rund um Wohnen, Immobilienkauf und Einrichtung. Moderiert wurde das Magazin von Andreas Mauderer. Die letzte Sendung lief im Dezember 2018 im Programm.